# Miguel Ballejo
Miguel Ángel Ballejo (nacido en Calchaquí el 22 de julio de 1955) es un exfutbolista argentino. Jugaba como delantero y su primer club fue Rosario Central. 

## Carrera
Debutó en primera en 1978, en un partido disputado el 30 de abril ante Atlanta, empate sin goles válido por la duodécima fecha del Metropolitano; el entrenador canalla era Carlos Timoteo Griguol. Su permanencia en Central abarcó 9 encuentros, en los que no pudo convertir goles.  Continuó su carrera en Racing de Córdoba, donde integró una gran delantera con Luis Amuchástegui y Atilio Oyola, obteniendo el subcampeonato en el Nacional 1980, perdiendo justamente a manos de Rosario Central. Sus buenas actuaciones le valieron ser transferido a Toluca de México en 1983, jugando una temporada en el fútbol azteca. Retornó a Argentina, jugando por Temperley (1985-1986), Gimnasia y Esgrima La Plata (1986-1987), Douglas Haig (1987-1988) y Estudiantes BA (1989-1990).

## Clubes
| Club                        | País      | Año       |
| --------------------------- | --------- | --------- |
| Rosario Central             | Argentina | 1978-1979 |
| Racing de Córdoba           | Argentina | 1980-1983 |
| Deportivo Toluca            | México    | 1983-1984 |
| Temperley                   | Argentina | 1985-1986 |
| Gimnasia y Esgrima La Plata | Argentina | 1986-1987 |
| Douglas Haig                | Argentina | 1987-1988 |